# Lijst van voetbalinterlands Australië - Italië
Deze lijst van voetbalinterlands is een overzicht van alle officiële voetbalwedstrijden tussen de nationale teams van Australië en Italië. De landen hebben tot op heden een keer tegen elkaar gespeeld. Dat was een achtste finale tijdens het Wereldkampioenschap voetbal 2006 op 26 juni 2006 in Kaiserslautern (Duitsland).

## Wedstrijden
| № | Plaats         | Datum        | Competitie | Wedstrijd          | Uitslag |
| - | -------------- | ------------ | ---------- | ------------------ | ------- |
| 1 | Kaiserslautern | 26 juni 2006 | WK 2006    | Italië – Australië | 1 – 0   |

## Samenvatting
| Competitie   | Totaal gespeeld | Winst Australië | Gelijk | Winst Italië | Doelsaldo Australië – Italië |
| ------------ | --------------- | --------------- | ------ | ------------ | ---------------------------- |
| WK-eindronde | 1               | 0               | 0      | 1            | 0 − 1                        |
| Totaal       | 1               | 0               | 0      | 1            | 0 − 1                        |

Wedstrijden bepaald door strafschoppen worden, in lijn met de FIFA, als een gelijkspel gerekend.

## Details

### Eerste ontmoeting
| WK 2006 (Kaiserslautern, Duitsland, 26 juni 2006): |              | |
| Italië | 1 – 0        | Australië |
| Francesco Totti 90+5' (pen.) | doelpunten   | |
| Marcello Lippi | bondscoach   | Guus Hiddink |
| Gianluigi Buffon Fabio Grosso Fabio Cannavaro Alessandro Del Piero 75' Gennaro Gattuso Luca Toni 56' Alberto Gilardino 46' Gianluca Zambrotta Simone Perrotta Andrea Pirlo Marco Materazzi | opstellingen | Mark Schwarzer Lucas Neill Craig Moore Tim Cahill Jason Čulina Mark Viduka Vince Grella Scott Chipperfield Luke Wilkshire 81' Mile Sterjovski Marco Bresciano |
| Vincenzo Iaquinta 46' Andrea Barzagli 56' Francesco Totti 75' | wissels      | 81' John Aloisi |
| Fabio Grosso 29' Gennaro Gattuso 89' Gianluca Zambrotta 90+1' | gele kaarten | 23' Vince Grella 49' Tim Cahill 61' Luke Wilkshire |
| Marco Materazzi 50' | rode kaarten | |